# Hãn Phủ
Hãn Phủ (chữ Hán giản thể: 忻府区, âm Hán Việt: Hãn Phủ khu) là một quận thuộc địa cấp thị Hãn Châu, tỉnh Sơn Tây, Cộng hòa Nhân dân Trung Hoa. Quận Hãn Phủ có diện tích 1954 km², dân số năm 2003 là 510.000 người. Quận này có 3 nhai đạo (Nam Thành, Tân Kiến Lộ, Trường Chinh); 6 trấn: Đổng Thôn, Bá Minh, Ký Thôn, Tam Giao, Trang Ma, Đậu La; 21 hương: Tử Nham, Tây Trương, Đông Lâu, Bắc Nghĩa Tỉnh, Tào Trương, Cao Thành, Tần Thành, Giải Nguyên, Thượng Xã, Hợp Sách, Ôn Thôn, Dương Hồ, Tự Bình, Hậu Hà Bảo, Dương Pha, Thượng Tự, Ngưu Vĩ Trang, Phó Gia Trang, Hạ Tả, Dã Dục, Tam Thôn.